# КовиВак
КовиВак — российская однокомпонентная цельновирионная инактивированная вакцина против COVID-19 на основе вируса SARS-CoV-2 производства ФГБНУ «Федеральный научный центр исследований и разработки иммунобиологических препаратов имени М. П. Чумакова РАН».

## Общее описание
Выпускается в виде суспензии в ампулах по 1 дозе и флаконах по 1 и 5 доз. Условия соблюдения холодовой цепи от +2 до +8 °С. Срок годности — 6 месяцев. Курс вакцинации предусматривает двукратное внутримышечное введение в дельтовидную мышцу (в верхней ⅓ наружной поверхности плеча) с интервалом 2 недели.
| Наименование | Количество           |
| действующее вещество | действующее вещество |
| --- | -------------------- |
| антиген инактивированного коронавируса SARS-CoV-2 (штамм AYDAR-1, инактивирован β-пропиолактоном), мкг                      | не менее 3           |
| вспомогательные вещества |                      |
| алюминия гидроксид, мг | 0,3 — 0,5            |
| фосфатный буферный раствор (динатрия фосфат дигидрат, натрия дигидрофосфата дигидрат, натрия хлорид, вода для инъекций), мл | до 0,5               |

## История
В 2020 году ФГБНУ «ФНЦИРИП им. М. П. Чумакова РАН» начали разработку вакцины против COVID-19. Это вакцина «КовиВак» на основе инактивированного вируса SARS-CoV-2 с гидроксидом алюминия в роли адъюванта. По состоянию на декабрь 2020 года проведены доклинические испытания и начаты клинические исследования.
Вирус для производства был выделен у больного, проходившего лечение в филиале ГКБ № 40 г. Москвы (в Коммунарке). Технология производства этой вакцины подразумевает культивирование вируса SARS-CoV-2, что требует соблюдения определённых требований биологической безопасности. Вирус инактивируется, или убивается, с помощью химического реагента бета-пропиолактона.

## Клинические исследования

### Первая и вторая фазы клинических исследований
I / II фазы клинических исследований, а именно изучение переносимости, безопасности и иммуногенности вакцины проводились на нескольких сотнях добровольцев в четырех городах: Екатеринбург, Киров, Новосибирск, Санкт-Петербург. Испытание вакцины было начато в августе 2020 года и представляло из себя двойное слепое плацебо-контролируемое рандомизированное исследование на добровольцах в возрасте 18—60 лет. На момент 12 июня 2021 года результаты испытаний ещё не опубликованы ни в одном рецензируемом научном журнале, поэтому достоверно утверждать что-либо об эффективности и безопасности вакцины с опорой на опубликованные данные нельзя. В то же время, доктор медицинских наук, руководитель отдела общей вирусологии и лаборатории молекулярной биологии вирусов Центра М. П. Чумакова Георгий Михайлович Игнатьев, в интервью от 5 марта 2021 года сообщил, что публикации готовятся и скоро появятся в научной периодике. По предварительным итогам клинических исследований второй фазы, у порядка 80 % добровольцев сформировались антитела. Это означает, что у 20 % добровольцев антител не появилось. При этом директор центра им. Чумакова Айдар Ишмухаметов озвучил чуть другие данные: только у 15 % привитых к установленному сроку, а именно 28-му дню после прививки, не выработались защитные антитела. Предполагается, что это может произойти позднее.
В сентябре 2021 года в журнале Emerging Microbes & Infections была опубликована статья специалистов центра имени Чумакова о доклинических исследованиях российской вакцины от коронавируса «Ковивак». В ней описаны результаты исследований, продолжавшихся больше года.
На осень 2021 года центр им. Чумакова запланировал клинические испытания «КовиВака» на пожилых людях старше 60 лет.

### Третья фаза клинических испытаний
Фаза III клинических испытаний, которая должна показать, может ли вакцина предохранять от инфекции, была начата 2 июня 2021 года. Предполагаемая дата окончания испытаний — 30 декабря 2022 года. В испытании должно принять участие 32 тысячи человек, исследование предполагается открытым и не рандомизированным, группа плацебо не предусмотрена. Защищает ли вакцина от болезни, останется неизвестным до того, как будут подведены итоги клинических исследований третьей фазы.
7 февраля 2022 года Министерство здравоохранения России официально разрешило провести третью фазу клинических исследований вакцины от коронавируса «КовиВак» с участием детей. Предполагается, что в исследованиях примут участие 1050 добровольцев.

### Исследования протективной эффективности вакцины вне рамок клинических испытаний
Согласно исследованиям, проведенными учеными в Санкт-Петербурге, защитная эффективность вакцины Ковивак против поражения легких, вызванного дельта- и омикрон-доминантными вариантами коронавируса, составила 46%, что значительно ниже, чем у другой российской вакцины "Спутник V" (Gam-COVID-Vac), эффективность которой составила 71% .

## Преквалификация вакцины ВОЗ
Центр имени М. П. Чумакова РАН подал документы во Всемирную организацию здравоохранения (ВОЗ) на преквалификацию созданной им вакцины «КовиВак». Прохождение преквалификации — необходимый этап для того, чтобы препарат участвовал в программе ВОЗ по закупке медицинских средств и их распределению в странах с ограниченными ресурсами. В процессе преквалификации ВОЗ оценивает качество, безопасность и эффективность лекарственных препаратов. Программа преквалификации проводится на безвозмездной основе сотрудниками ВОЗ и включает оценку данных по безопасности, эффективности и качеству препаратов в форме регистрационного досье, а также аудит предприятия на соответствие правилам надлежащей производственной практики (GMP). Однако такую преквалификацию до сих пор не получила ни одна вакцина, не имеющая результатов третьей фазы испытаний.

## Эффективность и безопасность
Разработчик «КовиВак» в интервью, данном 2 июня 2021 года, считает, что судить об уровне эффективности вакцины пока рано и призвал дождаться окончания испытаний для оценки эффективности. Клинические исследования должны показать, работает ли вакцина и способна ли она предохранять людей от COVID-19. Третья фаза клинических испытаний была начата 2 июня 2021 года и предполагается быть законченной 30 декабря 2022 года.
В феврале 2022 года появились данные, что уровень эффективности российской вакцины от коронавируса «КовиВак» составил 86,9 % . Эффективность и безопасность препарата оценивают среди 398 добровольцев.
Ученые Санкт-Петербурга под руководством Антона Барчука исследовали эффективность вакцины «КовиВак» по ее способности предотвращать поражение легких у больных пациентов, заразившихся коронавирусом вариантом Дельта или Омикрон. Авторы исследования, проанализировав несколько сотен пациентов, получивших вакцину и, сравнив их с контрольной группой, установили, что протективная эффективность вакцины «КовиВак» составила 46%, что значительно ниже, чем у другой российской вакцины "Спутник V" (Gam-COVID-Vac), защитная эффективность которой в том же исследовании составила 71% .

## Ревакцинация
Повторную вакцинацию препаратом «КовиВак» Центра имени Чумакова РАН следует делать спустя 6-8 месяцев после первой прививки, сообщил директор центра Айдар Ишмухаметов.
«Пока мы с эпидемией не справились, мы считаем, что повторную вакцинацию имеет смысл делать где-то спустя полгода — восемь месяцев», — сказал Ишмухаметов в интервью телеканалу «Россия-24» (ВГТРК).
Говоря о возможности комбинации вакцин, Ишмухаметов отметил, что «это сложный вопрос, на него есть две точки зрения» и необходимо подкрепление обеих исследованиями, которых сейчас нет. «Мы считаем, что любые комбинации вакцин на сегодняшний день возможны: можно сначала делать „Спутник“, потом „КовиВак“, а можно и наоборот, мы не видим в этом плане никаких противоречий. Вопрос в терминологии. Если мы говорим о вакцинации, то мы всё-таки должны доказывать, что сначала делался один препарат, а затем — другой, всё-таки должны быть проведены испытания», — сказал глава центра им. Чумакова.

## Регистрация и ввод в гражданский оборот
Сами разработчики накопили несколько вариантов названий, среди которых есть предложение назвать её «ЧуВак» (от Чумаков + вакцина). Однако в оборот вакцина вошла под нейтральным именем «КовиВак».
28 января 2021 года, по словам вице-премьера России Татьяны Голиковой, было запланировано, что регистрация вакцины произойдёт в середине февраля 2021 года. Тогда же и было озвучено официальное название вакцины. Вакцина «КовиВак» зарегистрирована Минздравом РФ 19 февраля 2021 года (регистрационное удостоверение № ЛП-006800), что было обнародовано М. В. Мишустиным 20 февраля 2021 года на совещании Правительства РФ. Затем около месяца потребовалось на контроль качества уже выпущенных партий, в марте 2021 года порядка 100 тысяч доз вакцин поступило в гражданский оборот. По словам заместителя гендиректора по проектной деятельности и инновациям центра Константина Чернова, в год планируется выпускать около 10 млн доз вакцины «КовиВак».
С 3 декабря 2020 года вакцины против COVID-19 включены в России в перечень жизненно необходимых и важнейших лекарственных препаратов. Вакцинация против COVID-19 в России также внесена в календарь профилактических прививок по эпидемическим показаниям.
25 марта 2021 года Минобрнауки сообщило о начале производства вакцины на площадке Центра имени Чумакова. Максимальная стоимость вакцины составит 4330 руб. за 10 доз.
С апреля 2021 года вакцина начала распределяться небольшими партиями по российским регионам.
С июня 2021 года «КовиВаком» в отдельных пунктах небольшого числа субъектов России можно было привиться. Вакцина стала чрезвычайно популярной у россиян. Сделать ее можно было только по записи, а запись закрывалась полностью буквально за час-два. Сам препарат заканчивался нередко в течение дня с момента поставки.
23 сентября 2021 года Центр им. Чумакова временно приостановил производство сырья для вакцины «КовиВак». Связано это было, как презентовалось, с необходимостью запустить новое оборудование, призванное увеличить производство вакцины в 2—2,5 раза.
В это же время центр активно работал над усовершенствование препарата, чтобы повысить его стойкость против новых штаммов коронавируса.
1 ноября 2021 года Российская вакцина от коронавируса «КовиВак» будет доступна для россиян старше 60 лет в прививочных пунктах через несколько месяцев. Такие сроки назвал директор по развитию центра имени Чумакова Константин Чернов.
17 декабря 2021 года компания «Нанолек» объявила о запуске промышленного производства вакцины «КовиВак». Завод расположен в Кирове.
18 марта 2022 года изготовитель вакцины решил приостановить ее выпуск по причине отсутствия заявок.

## Мировые аналоги
В мире (на 12 июня 2021 года) разработаны четыре цельновирионные вакцины, основанные на инактивированном вирусе SARS-CoV-2, которые прошли три фазы клинических испытаний, и введены в клиническую практику. Три из них – Sinopharm (BBIBP-CorV), WIBP-CorV, CoronaVac разработаны в Китае. Одна вакцина (Covaxin (BBV152)) разработана в Индии.